# Україна без Кучми
«Украї́на без Ку́чми» (абр. — УБК) — кампанія протестів в Україні у 2000—2001 роках, організована політичною опозицією; спрямована переважно на відставку Президента Леоніда Кучми.

## Про акцію
Перший протест було проведено 15 грудня 2000 року, в ньому брали участь 24 політичні партії та громадські організації, серед них Соцпартія, партія «Собор», УРП, Реформи і порядок, УНА-УНСО, Українська комуністична спілка молоді, Всеукраїнська партія трудящих та інші, як націоналістичні, так і деякі ліві партії. Учасники акції розбили наметове містечко у центрі Києва з вимогами відставки президента країни й керівників силових відомств, проведення незалежної експертизи у справі зниклого журналіста Георгія Гонгадзе (гасло «Хочемо правди»).
У 2001 році прем'єр-міністр Віктор Ющенко звільнений з посади і в наступному році долучився до опозиції.

## Передумови та початок акції

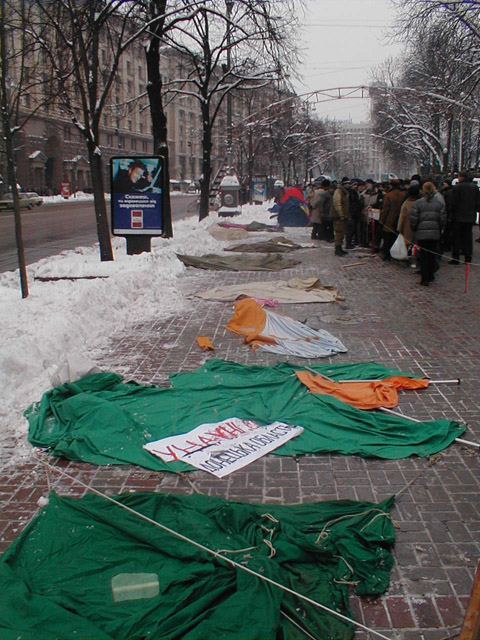
Знищені 6 лютого намети

Суспільне несприйняття Кучми (переобраного у 1999 році на другий президентський термін) почалося з оприлюднення 28 листопада 2000 року Олександром Морозом (на той момент — лідером соціалістичної фракції у парламенті) матеріалів, що компрометували Леоніда Кучму як державного діяча та свідчили на користь версії, згідно з якою саме Кучма виступив замовником викрадення та вбивства 16 вересня 2000 року опозиційного журналіста Георгія Гонгадзе. Події, які почалися у стінах парламенту (де Мороз вперше презентував записи розмов Кучми з іншими високопосадовцями) і отримали назву «касетного скандалу», дуже швидко перемістились на вулиці Києва.
Перша акція протесту відбулася 15 грудня 2000 року. У акції «Україна без Кучми» брали участь 24 політичні партії та громадські організації, серед них: Соцпартія України, партія Батьківщина, партія «Собор», Українська республіканська партія, партія «Реформи і порядок», УНА-УНСО, Українська комуністична спілка молоді, Всеукраїнська партія трудящих і інші (як націоналістичні, так і деякі ліві партії). Учасники акції влаштували наметове містечко у центрі Києва з вимогами відставки президента країни й керівників силових відомств, проведення незалежної експертизи у справі зниклого журналіста Георгія Гонгадзе (гасло «Хочемо правди»).
27 грудня акцію «Україна без Кучми» було тимчасово згорнуто — під приводом реконструкції Майдану Незалежності учасників акції змусили прибрати намети та покинути площу.
14 січня 2001 року стартував другий етап «України без Кучми». Представники антикучмістської опозиції розмістили свої намети вздовж Хрещатика — від місця зведення майбутнього монументу Незалежності України до Бессарабської площі. Протягом другої половини січня та усього лютого на Хрещатику та Майдані Незалежності проводились акції громадської непокори, мітинги та демонстрації з вимогами відставки Леоніда Кучми і усіх керівників силових структур.
1 березня 2001 року було брутально ліквідовано наметове містечко на Хрещатику.

## Події 9 березня 2001 року

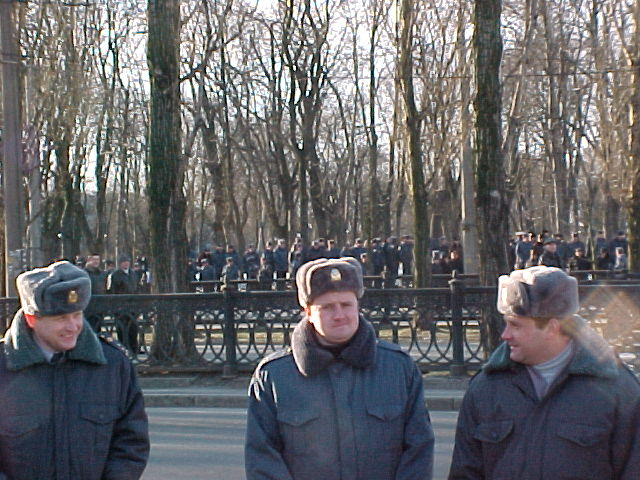
Міліція у парку Шевченка вранці 9 березня

8 березня 2001 року, напередодні дня народження Тараса Шевченка та традиційних офіційних заходів до цієї дати (покладання квітів до пам'ятника Шевченку), опозиція зробила заяву про те, що не пропустить Леоніда Кучму на територію парку.
У відповідь на це в ніч проти 9 березня парк Шевченка щільним кільцем оточили кілька тисяч міліціонерів.
Близько 8-ї ранку 9 березня до парку прибув Леонід Кучма і, поклавши квіти, залишив територію України, вирушивши у закордонне відрядження. У цей час маніфестанти безуспішно намагались прорвати ряди правоохоронців.
Між 9-ю та 10-ю ранку міліція затримала декількох демонстрантів та доставила їх на вулицю Богомольця — до столичного управління МВС.

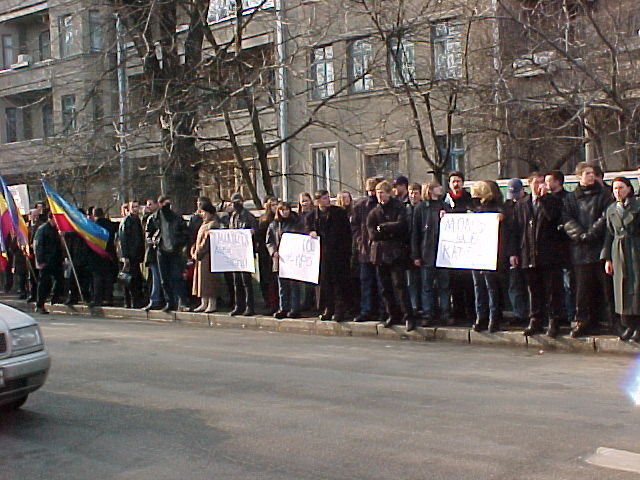
Протести 9 березня

Між 11-ю та 14-ю годинами в парку Шевченка тривав мітинг, що перейшов у похід під стіни МВС з вимогою звільнити затриманих.
Приблизно з 14-ї до 15-ї годин центром Києва пройшла багатотисячна демонстрація з гаслами та транспарантами. Люди вимагали відставки Кучми та притягнення його до кримінальної відповідальності. О 15-й годині учасники акції зупинились під стінами Адміністрації Президента на Банковій вулиці. Дорогу їм перекрили бійці «Беркуту», на підступах до Адміністрації Президента почались масові сутички.

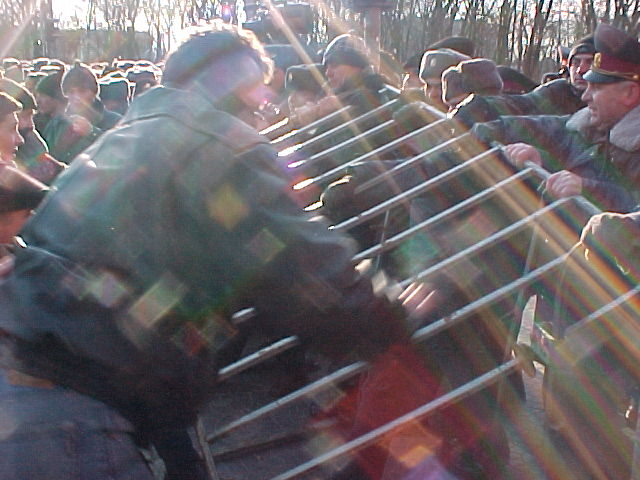
Сутички з міліцією, 9 березня

Невідомі особи відділились від колони демонстрантів, підбігли до загорожі, почали роз'єднувати та перекидати турнікети. Міліціонери кидали у натовп димові шашки, каміння. У відповідь учасники акції спробували потіснити лави правоохоронців — міліція застосувала кийки та сльозогінний газ. Добре екіпіровані бійці «Беркуту» переважали мітингувальників чисельністю, підготовкою, однак згодом активістів «України без Кучми» звинуватять саме у завданні тілесних ушкоджень працівникам міліції. Про те, що МВС готувалась до подібного розвитку подій на Банковій, свідчила заздалегідь розгорнута дислокація і оперативне відеознімання, яке проводила міліція та яку використали слідчі як підставу для затримання опозиціонерів та пред'явлення їм обвинувачень. Сутички під адміністрацією тривали приблизно тридцять-сорок хвилин і завершились відступом демонстрантів.

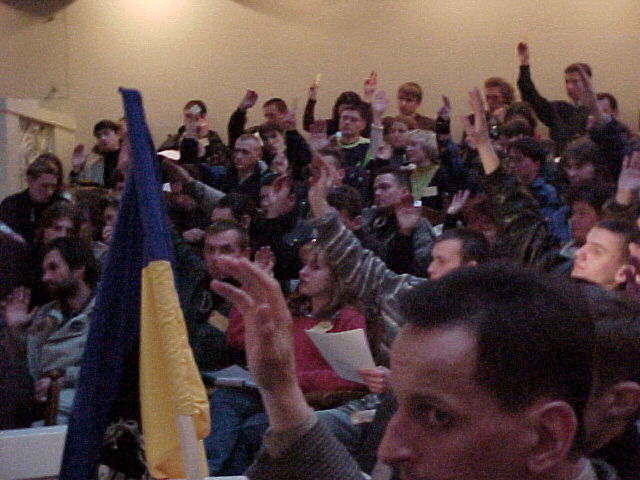
Установчий з'їзд руху «За правду!»

Близько 17-ї години у Будинку вчителя розпочався установчий з'їзд руху «За правду!» делегатами якого була переважно студентська молодь. У цей самий час на вулиці Димитрова відбувалось захоплення спецпризначенцями штабу УНА-УНСО — організації, що проявила себе найбільш активно в антикучмістських виступах, охороняла наметове містечко та брала участь у всіх акціях «України без Кучми». Усі УНСОвці на чолі з їхнім лідером Андрієм Шкілем були доставлені у різні райвідділки міліції.
Паралельно із цим на вокзалах Києва міліція затримувала молодь, яка, на думку правоохоронців, могла мати приналежність до опозиції. Ідентифікація відбувалась за символікою «України без Кучми» чи навіть українською мовою, якою спілкувались «підозрювані». Загалом у той день за ґратами опинилось понад 300 осіб. Переважна більшість з них (особливо після втручання у справу Уповноваженої з прав людини Ніни Карпачової) була відпущена на свободу наступного ж дня або відбула кількаденні терміни ув'язнення з формулюванням «за нецензурну лайку у громадських місцях» абощо. Однак 19-ро фігурантів справи склали ядро судово-політичного процесу та отримати максимально можливе покарання за — як визначила влада — «організацію масових заворушень».
29 травня 2001 року прем'єр-міністра Віктора Ющенка було звільнено з посади, він долучився до опозиції.

## Судовий процес
4 червня 2001 року СБУ офіційно порушила кримінальну справу за 2-ю частиною статті 71 Кримінального кодексу України (1960 року), вважаючи кваліфікаційними ознаками злочину «спричинення великої матеріальної шкоди державі» та «заподіяння тілесних ушкоджень значній кількості працівників міліції» проти 19 учасників акції. 2 жовтня 2001 року у Старокиївському суді розпочалися слухання «справи 9 березня». Суд прийняв справу до розгляду попри численні неточності у показах свідків та неякісно складені документи.
Попри клопотання адвокатів, суддя Волік відмовився змінити підсудним міру запобіжного заходу на підписку про невиїзд. Непоступливість суддів позначилась і на закритості процесу. Преса не мала можливості вільно потрапляти на перші судові засідання. Все це призвело до протестів у середовищі політв'язнів: більшість із них оголосила голодування. Згодом бодай одну з їхніх умов влада взяла до уваги: слухання справи з кінця 2001 року проходили у залі периферійного кінотеатру «Загреб», вхід до якої був дозволений зокрема і журналістам.
Голодування призвело до значного погіршення стану здоров'я кількох учасників акції. В цей час відпущений під підписку про невиїзд Микола Карпюк разом з Едуардом Коваленком та Юрієм Тимою утворили лояльне до влади керівництво УНА-УНСО.
31 березня 2002 року, перебуваючи за ґратами, Андрій Шкіль виграв вибори у 121-му окрузі (Львівська область) та був обраний депутатом Верховної Ради 4-го скликання.
25 грудня 2002 року суд під головуванням Івана Воліка та за участі суддів Федорчука і Валігури постановив вирок у «справі 9 березня». Миколу Ляховича було засуджено до 5 років ув'язнення, Карпюка — до 4,5, Мазура, Зайченка, Гальчика та Мирончика — до 4, Бойка та Горощука — до 3,5, Бурячка — до 3 років, Назара — до 2 років і 3 місяців. Решта підсудних отримали по 2 роки позбавлення волі, які фактично добігали кінця, адже термін ув'язнення відраховувався з моменту їхнього арешту. Карпюка було взято під варту у залі суду. Справу Андрія Шкіля було виділено в окреме провадження.
У 2003 та 2004 роках вирок пом'якшувався вищими судовими інстанціями.